# Platarejo
Platarejo is een bestuurslaag in het regentschap Wonogiri van de provincie Midden-Java, Indonesië. Platarejo telt 2570 inwoners (volkstelling 2010).